# Pierre Franckh
Pierre Franckh (* 1. května 1953, Heilbronn, Německo) je německý herec, moderátor, režisér a spisovatel.
Od roku 1996 se zaměřuje na psaní motivačních knih – zejména na téma přání, štěstí, lásky a úspěchu. Je např. autorem knih Jak si správně přát, Přejte si jednoduše, ale úspěšně! či Pravidla pro šťastnou lásku.
Pierre Franckh začínal již v šesti letech jako divadelní herec. Ve filmu debutoval v jedenácti letech ve filmu Lausbubengeschiten režiséra Helmuta Käutnera. Od té doby hrál v mnoha dalších filmech a více než 350 televizních inscenacích. V divadle působí dosud, např. v inscenacích mnichovského Residenztheater nebo Renaissancetheater v Berlíně, Stuttgartu či ve Frankfurtu.
Jako režisér natočil snímek …a to je teprve začátek, jeden reklamní spot a videoklip k CD své manželky Michaely s názvem Ich. Od 70. let je v Německu známý jako moderátor televizních a rozhlasových pořadů zaměřených zejména na německou populární hudbu. Začátky jeho rozhlasové kariéry se pojí zejména s pořady pro mladé.
Ve vydavatelství Bizbooks vyšly v roce 2014 populární Franckhovy příručky 6 minutový kouč: Najdi pravou lásku a 6 minutový kouč: Najdi znovu sám sebe. Jeho knihy vydává olomoucké nakladatelství Anag.